# Marie Nesnídalová
Marie Nesnídalová, provdaná Šafránková (26. ledna 1891 Spálené Poříčí – 26. září 1970 Praha) byla česká pedagožka, spisovatelka, básnířka, redaktorka a politička.

## Životopis
Marie Nesnídalová se narodila svobodné Anně Slavíkové, která si 5. září 1893 vzala Franze Nesnídala, obuvníka ve Spáleném Poříčí. Ten se k Marii přihlásil.
Po studiu na dívčím gymnáziu v Praze (maturovala 1916) vystudovala na pražské Karlově univerzitě matematiku, fyziku a filozofickou propedeutiku pro střední školy (doktorát z filozofie 27. června 1922). Vyučovala v Plzni, kde zakončila svou pedagogickou dráhu funkcí ředitelky pomocné školy. Poté zastávala různé funkce na ministerstvech.
Podnikla několik zahraničních cest, například se Západočeským radioklubem byla u firmy Philips v Eindhovenu. Byla aktivní jako politička, novinářka a redaktorka. Byla autorkou intimně laděných veršů, veršované kroniky 2. světové války, cestopisné a odborné prózy. Provdána byla za Jaroslava Šafránka.

## Dílo

### Básně
- Cestou: [verše] – knižní značku i úpravu navrhl a třemi dřevoryty vyzdobil akademický malíř František Michl. Praha: Umělecká skupina Alfa, 1930
- Svět ze všech nejkrásnější: verše – Praha: Umělecká skupina Alfa, 1930
- Zpíváme o lásce – Plzeň: Theodor Mareš, 1942
- Naše kronika: krutá léta 1938–1945 – Praha: Josef Svoboda, 1946
- Slétla na zemi hvězdička – vyzdobil Jiří Peške. Praha: Zápotočný a spol., 1946

### Próza
- Co by měli věděti rodičové – Plzeň: Česká ročenka, 1925
- Zdroje elektřiny pro radio: s 32 obrázky – Plzeň: Česká ročenka, 1926
- Do světa za radiem: myšlenky a obrázky z cesty do Holandska – Plzeň: Z. R. K., 1932
- Standardisace učebných pomůcek a standardisace školního radiopřijimače – Jaroslav Šafránek. Námět k úpravě školského rozhlasu – Marie Nesnídalová. Plzeň: Západočeský radioklub,

### Redakce
- Katalog výstavy sociální a zdravotní péče pro český západ v Plzni – uspořádala dr. Marie Nesnídalová. Plzeň: [Výbor výstavy], 1926